# Karl Tekusch
Karl Tekusch (auch bekannt als „Dr. Karl“ und Tekusch II, * 7. Juli 1890 in Wien; † 28. Dezember 1977 ebenda) war ein österreichischer Fußball-Nationalspieler, Gymnasiallehrer für Deutsch und Französisch, sowie lebenslang Sprachpfleger.

## Leben
Am 7. Juli 1890 wurde Karl Tekusch als Sohn des Karl Tekusch (Senior) und dessen Ehefrau Antonia, geb. Zapf, in Wien geboren und katholisch getauft. Er legte 1909 am k. k. Staatsgymnasium im III. Bezirk Wiens die Matura ab. Von Oktober 1909 bis September 1910 leistete er ein Jahr freiwillig Militärdienst und 1911 absolvierte er eine zwanzigtägige Waffenübung. In dieser Zeit begann auch seine sportliche Karriere (siehe unten).
Tekusch studierte Germanistik und Romanistik an der Universität Wien und belegte dort auch einen Lehrgang bei Erwin Mehl zur Ausbildung als Turnlehrer. 1912 promovierte er in Wien zum Dr. phil.
Vom 1. August 1914 bis 11. November 1918 kämpfte Karl Tekusch im Ersten Weltkrieg, wie auch sein älterer Bruder Felix, der jedoch im Mai 1916 in Italien fiel. Ein Jahr nach Kriegsende nahm Karl Tekusch 1919 in Wien am Lehrgang Deutsche Bildung teil. Dieser Lehrgang gab 1923/24 Tekusch die Motivation zur Gründung einer Arbeitsgemeinschaft, aus der 1933 der von ihm gegründete und bis 1948 bestandene Germanische Sprachverein hervorging. Dies stellte den Beginn seiner langjährigen Tätigkeit als Sprachpfleger dar (siehe unten).
Im Februar 1920 trat Tekusch eine Stelle als Gymnasiallehrer (wofür in Österreich die Berufsbezeichnung Professor verwendet wird) für Deutsch und Französisch am Akademischen Gymnasium in Wien an. Nachdem im Herbst 1930 in Österreich die ersten Organisationsarbeiten für den Aufbau des Nationalsozialistischen Lehrerbundes (NSLB) begannen, und noch bevor im Herbst 1932 der Gau Wien des NSLB geschaffen wurde, trat Tekusch am 1. Juni 1932 in den NSLB ein und erhielt die Mitgliedsnummer 7590. Nach dem Anschluss Österreichs an das Deutsche Reich wurde Tekusch am 1. Juni 1938 offizielles Mitglied im bis dahin in Österreich illegalen NSLB, Gau Wien. Tekusch war auch Mitglied der NSDAP.
Am Zweiten Weltkrieg nahm Tekusch nicht teil, sondern stellte einen Antrag auf Zurückstellung vom Wehrdienst wegen Unabkömmlichkeit beim Wehrbezirkskommando Wien I, dem stattgegeben wurde. Seine Tätigkeit als Gymnasiallehrer endete mit dem Zweiten Weltkrieg, denn wegen seiner Mitgliedschaft in der NSDAP wurde Tekusch 1945 zwangspensioniert.
Karl Tekusch verstarb am 28. Dezember 1977 unvermögend in einem Pflegeheim in Wien, wo er am 16. Januar 1978 beerdigt wurde.

## Tätigkeit als Sprachpfleger
Karl Tekusch widmete mindestens 58 seiner 87 Lebensjahre der Sprachpflege. Er war ab 1938 der letzte Obmann des Wiener Zweiges des Allgemeinen Deutschen Sprachvereins, dessen Aktivitäten ab 1940 von führenden Nationalsozialisten erheblich eingeschränkt wurden. Tekusch wurde bei der Neugründung des Vereins Muttersprache (Wien) am 23. November 1949 zum Obmann gewählt. Diese Stellung behielt Tekusch bis 1954, als Erwin Mehl zum Obmann gewählt wurde. Tekusch wurde 1954 Stellvertreter und blieb es, bis er 1976 aus gesundheitlichen Gründen das Amt niederlegen musste. Außerdem war Tekusch der Gründer des Germanischen Sprachvereins in Wien sowie Obmann dieses Vereins während dessen gesamten Bestehens 1933–1948. Damit war Tekusch zentraler Akteur einer über mehrere politische Systeme hinweg ununterbrochen bestehenden sprachpuristischen Bewegung in Österreich.
Zur NS-Zeit stand Sprachpfleger Tekusch in Korrespondenz mit Josef Weinheber.

## Sportliche Karriere
Wie sein älterer Bruder Felix Tekusch (Tekusch I) begann Karl Tekusch in der von Johann „Jan“ Studnicka geleiteten Mittelschülermannschaft und spielte anschließend beim Wiener AC. Er selbst spielte auf der Position des linken Half, sein Bruder als Back. Beim WAC war er bald Teil der wohl stärksten österreichischen Mannschaft der damaligen Zeit, der Höhepunkt wurde mit dem 2:1-Sieg über den damals dreifachen englischen Meister FC Sunderland am 20. Mai 1909 erreicht. Am 1. November 1908 war Karl Tekusch bereits gegen Ungarn das erste Mal für die österreichische Nationalmannschaft aufgelaufen, ab 1910 wurde er zumeist gemeinsam mit Bruder Felix einberufen.
Streitigkeiten mit der Vereinsführung veranlassten die Tekusch-Brüder gemeinsam mit mehreren Mitspielern mit dem WAF zur Gründung eines neuen Vereins. Bereits in der ersten Saison 1911/12 der neuen Ligameisterschaft des ÖFV nahm der neue Klub daran teil. Währenddessen bereitete sich Karl Tekusch gemeinsam mit der Nationalmannschaft auf die Olympischen Spiele 1912 in Stockholm vor, eine Teilnahme wurde allerdings auf Grund eines Streits zwischen WAF und ÖFV verhindert. So musste Karl Tekusch in diesen Spielen pausieren, um anschließend wieder als Stammspieler im Team auflaufen zu können.
Seinen größten Erfolg auf Vereinsebene erreichte Karl Tekusch mit dem Gewinn der österreichischen Meisterschaft 1913/14 mit dem WAF, bis kurz nach dem Ersten Weltkrieg blieb der Mittelfeldspieler für Verein und Nationalmannschaft aktiv.

## Sportliche Erfolge
- 1 × Österreichischer Meister: 1914
- 3 × Österreichischer Vizemeister: 1913, 1915

- 15 Länderspiele für die österreichische Fußballnationalmannschaft von 1908 bis 1918

## Werke (Auswahl)
- (1914) Sprachliche Analyse der altfranzösischen ‚Vie de Saint Remi‘ Poème de XIII siècle ed. W. N. Bolderston, London 1912. Inauguraldissertation. Universität Wien.
- (1933). Denkschrift des Germanischen Sprachvereines über die deutsche ‚f‘-Schreibung. 1 Blatt = 2 Seiten. Ohne Zählung. Wien: Germanischer Sprachverein. 30. Juni.
- (1934). Denkschrift des Germanischen Sprachvereins über die Rettung des Erbwortes, im besonderen über die Verwendung der Wörter Leib und Körper im amtlichen und gesetzlichen Gebrauche. 1 Blatt = 2 Seiten. Ohne Zählung. Wien: Germanischer Sprachverein. 20. April.
- (1934). Denkschrift über die Erneuerung der indogermanischen Wortbiegung, gezeigt am Du-Worte. 1 Blatt = 2 Seiten. Ohne Zählung. Wien: Germanischer Sprachverein. 11. November.
- (1934). Die Sprachechtheit. 1 Blatt = 2 Seiten. Ohne Zählung. Wien: Sprachamtsausschuß des Vereines zur Pflege der deutschen Sprache in Wien.
- (1935). Denkschrift über vergleichende germanische und indogermanische Sprach- und Volkstumspflege. 1 Blatt = 2 Seiten. Ohne Zählung. Wien: Germanischer Sprachverein. 1. Juli.
- (1935). Beispiele der Sprachechtheit, Volksechtheit und Lebensechtheit. Weihgabe. Dem Deutschen Sprachvereine zum fünfzigsten Geburtstage! 2 Blätter = 4 Seiten. Ohne Zählung. Wien: Germanischer Sprachverein. Weihnachten = 25. Dezember.
- (1935). Die Ziele der Sprachechtheit. 1 Blatt = 2 Seiten. Ohne Zählung. Wien: Germanischer Sprachverein.
- (1936). „Sprachgebrauch und Sprachechtheit“. In: Muttersprache 51/9. S. 321–327.
- (1937). Lebensgesetzliche Sprachpflege. Götzes Grundsätze und Folgerungen im Lichte der Sprachechtheit. 2 Blätter = 4 Seiten. Ohne Zählung. Wien: Germanischer Sprachverein. Pfingsten = 16. Mai.
- (1938). „Nordische Sprachechtheit“. In: Wissenschaftliche Beihefte zur Zeitschrift des Deutschen Sprachvereins. Reihe 7. Heft 50. S. 1–12.
- (1938). „Von deutscher Sprache: Nationalsozialistisches Sprachkämpfertum“. In: Volkszeitung am Sonntag. Wien: 27. März. S. 103.
- (1938). Festschrift zum 49. Geburtstage des Führers und zur fünften Wiederkehr des Tages der Gründung des Vereins am 44. Geburtstage des Führers 20. April 1933 – 20. April 1938. 2 Blätter = 4 Seiten. Ohne Zählung. Wien: Germanischer Sprachverein. 20. April.
- (1942). Denkschrift über die Mechanisierung unserer organischen Muttersprache. An den Führer Adolf Hitler und an den Reichsminister des Inneren Dr. Wilhelm Frick. 4 Seiten. Ohne Zählung. Wien: Germanischer Sprachverein. 8. April.
- (1975). „Ist die Sprache nur ein ‚Kommunikationsmittel‘ oder ein Wunder?“. In: Wiener Sprachblätter 25/5&6. S. 187–194.
- (1976). „Die Sprachechtheit im Brockhaus“. In: Wiener Sprachblätter 26/2. S. 45–46.

## Sekundärliteratur
- Mehl, Erwin (1960). „Professor Dr. Karl Tekusch, dem Streiter für die Sprachechtheit, zum Siebziger“. In: Wiener Sprachblätter 10/3. S. 33–34.
- Mehl, Erwin (1978). „Prof. Dr. Karl Tekusch“. Nachruf. In: Wiener Sprachblätter 28/1. S. 1.
- Pfalzgraf, Falco (2016). Karl Tekusch als Sprachpfleger. Seine Rolle in Wiener Sprachvereinen des 20. Jahrhunderts. Bremen: Hempen. (Greifswalder Beiträge zur Linguistik 10.) ISBN 978-3-944312-33-0.
- Pfalzgraf, Falco (2019). Der Verein ‚Muttersprache‘ Wien unter Vorsitz von Karl Tekusch und Erwin Mehl (1949–1984). Heidelberg: Winter. ISBN 978-3-8253-6935-4.
- Pfalzgraf, Falco (2021). „Karl Tekusch (1890–1977), his concept of Sprachechtheit, and the purism movement in Austria“. Historiographia Linguistica 48:1, S. 60–82. ISSN 0302-5160.
- Pfalzgraf, Falco (2021). „Der Germanische Sprachverein (Wien 1933–1948)“. Muttersprache. Vierteljahresschrift zur deutschen Sprache 2, S. 97–122. ISSN 0027-514X.